# FK Šiauliai
FC Šiauliai fue un equipo de fútbol lituano de la ciudad de Šiauliai. Nuevo fundación 2004

## Participación en Campeonatos Lituanos
- 2004 – 1.º (1 Lyga)
- 2005 – 9.º
- 2006 – 8.º
- 2007 – 8.º
- 2008 – 7.º
- 2009 – 4.º
- 2010 – 5.º
- 2011 – 4.º
- 2012 - 5.º
- 2013 - 7.º
- 2014 - 7.º
- 2015 - 9.º

## Participación en competiciones europeas
| Temporada | Torneo             | Ronda            | Club               | Resultado |
| --------- | ------------------ | ---------------- | ------------------ | --------- |
| 2010–11   | UEFA Europa League | Clasificatoria 2 | Wisła Kraków       | 0–2, 0–5  |
| 2012–13   | UEFA Europa League | Clasificatoria 1 | FC Levadia Tallinn | 0-1, 2-1  |